# Grand Theft Autumn/Where is Your Boy
Grand Theft Autumn/Where Is Your Boy (Velká krádež podzimu/Kde je tvůj kluk) je první vydaný singl chicagské skupiny Fall Out Boy, který pochází z alba Take This to Your Grave.

## Informace o písni
Ačkoli píseň nikdy nedosáhla velkého úspěchu, stala se jednou z nejoblíbenějších písní, které se stahují. Velký mainstreamový úspěch přišel až s albem From Under the Cork Tree.
Píseň je o chlapci a dívce, kteří jsou dobrými přáteli. Chlapec je ale do dívky zamilovaný a ví, že její přítel není pro ni ten pravý a ptá se ji na jeho věrnost a ukazuje ji, že není ten pravý. Poté se chce (zpěvák písně) stát jejím přítelem, ale je naštvaný, že si nikdy nevšimla jeho citů, třebaže o ni napsal i tuto píseň.
Poté ví, že to je k ničemu, ale v písní se říká, že pracuje na tom, aby si uvědomila, že on byl pro ni ten pravý.

## Videoklip
Video začíná záběrem na Patricka Stumpa a poté i zbytkem skupiny, která hraje na sněhu. V klipu se objevuje i kluk, který chodí s kamerou po lese a poté sleduje dívku, která se probudila a obléká se.
Když se dívka nakloní z okna, myslí si, že je přistižen při činu, proto začne utíkat pro svou dodávku, když ale otevře dveře dodávky, je tam ta dívka, kterou sledoval a jeví o něj zájem. Poté se všechno ztemní a divák dostane pocit, že to byl jen chlapcův sen, chlapec vše natáčí na svou kameru.
Klip končí dalším záběrem z blízka na Patricka Stumpa.
Klipy Fall Out Boy jsou hodně propojeny, proto můžeme dívku vidět i krátce v klipu This Ain't Scene, It's an Arm Race.

## Úryvek textu
Where is your boy tonight? I hope he is a gentlemen.
Maybe he won't find out what I know
You were the last good thing about this part of town